# Vitrea kutschigi
Vitrea kutschigi is een slakkensoort uit de familie van de Pristilomatidae. De wetenschappelijke naam van de soort is voor het eerst geldig gepubliceerd in 1864 door Walderdorff.